# Кременчуцький автоскладальний завод
ТзОВ «Кременчуцький автоскладальний завод» (КрАСЗ) — автоскладальний завод у Кременчуці Полтавської області. Підприємство спеціалізувалося на великовузловому складанні автомобілів, виконанні передпродажної підготовки, гарантійному та післягарантійному обслуговуванні автомобілів. Завод входив до складу Групи компаній «АІС». Підприємство ліквідовано 2015 року.
У різні роки з конвеєра підприємства сходило близько 10 моделей машин. Всього з дати свого заснування КрАСЗ випустив понад 140 000 автомобілів. У різний час підприємство займалося випуском автомобілів різних брендів, серед яких ГАЗ, ВАЗ, Geely, SsangYong, FAW.

## Історія
Засноване як спільне україно-російське підприємство «Кременчук-автоГАЗ» 28 грудня 1995 року відкритим акціонерним товариством «Горьківський автомобільний завод» та Кременчуцьким дослідно-експериментальним механічним заводом. Основні виробничі потужності підприємства займають територію площею понад 26 гектарів і складаються з двох складальних цехів — складання легкових автомобілів та складання комерційної техніки.
2000 року отримало друге дихання, з того моменту як стало підрозділом корпорації «Автоінвестбуд».
2006 року «Кременчуцький автоскладальний завод» виготовив 19406 автомобілів, у 2011 завод випустив 6450 одиниць техніки.
Завод має ряд державних нагород і неодноразово входить у щорічний рейтинг «ТОП 100. Найкращі платники податків України».
У вересні 2019 року завод розпочав складання нової моделі міні-тракторів КрАСЗ 244. Це перша модель сільгосптехніки, яку почали виготовляти на підприємстві. Замовником продукції виступає «Група компаній АІС».

## Продукція

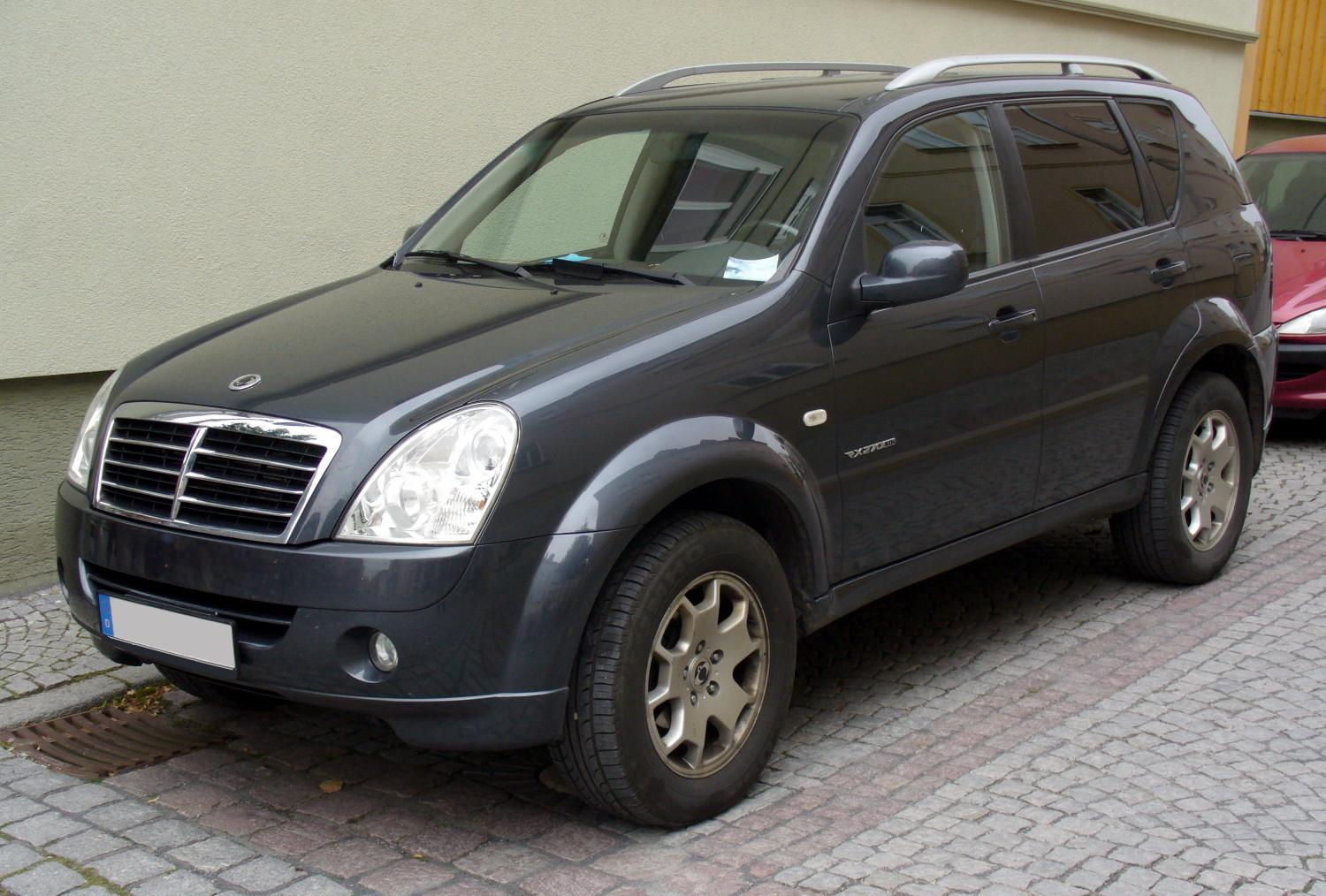
SsangYong Rexton

На 2012 рік на КрАСЗ виготовляються наступні моделі автомобілів SsangYong:
- SsangYong Rexton;
- SsangYong Kyron;
- SsangYong Actyon;
- SsangYong Korando;

| Роки випуску                    | 2007   | 2008   | 2009  | 2010  | 2011  | 2012  | 2013  | 2014  | 2015 |
| ------------------------------- | ------ | ------ | ----- | ----- | ----- | ----- | ----- | ----- | ---- |
| Кількість випущених автомобілів | 21 892 | 27 547 | 3 748 | 6 341 | 6 529 | 3 280 | 9 049 | 7 514 | 0    |